# Hayranıdil Kadınefendi
Hayranidil Kadın (Ottomaans-Turks: خیران دل قادین ; wat "Het uitstekende hart" betekent) (2 november 1846 - 26 november 1895) was een gemalin van sultan Abdulaziz van het Ottomaanse Rijk, en de moeder van de laatste kalief van het Ottomaanse rijk, Abdulmejid II.

## Leven
Hayranıdil Kadın was van Circassische afkomst. Het gebrek aan informatie over haar verleden en haar familie doet vermoeden dat ze van nederige of zelfs slavenafkomst was: ondanks dat de slavernij in het Ottomaanse Rijk was afgeschaft, bleef Pertevniyal Sultan, de moeder van Abdülaziz, Kaukasische slaven selecteren voor de harem van haar zoon.
Ze trouwde met Abdulaziz op 21 september 1865 in het Dolmabahçe-paleis. Ze werd gevierd als de mooiste vrouw van het keizerlijke huishouden. Ze kreeg de titel van "Derde Kadın" en in 1875 van "Tweede Kadın". Op 25 februari 1867 beviel ze van haar eerste kind, een dochter, Nazime Sultan. Een jaar later, op 29 mei 1868, beviel ze in het Beylerbeyi-paleis van haar tweede kind, een zoon, Şehzade Abdulmejid (de latere kalief Abdulmejid II).
Abdulaziz werd op 30 mei 1876 door zijn ministers afgezet; zijn neef Murad V werd de sultan. De dag daarop werd hij overgebracht naar het Feriyepaleis. Hayranıdil en andere vrouwen uit de entourage van Abdulaziz wilden het Dolmabahçe-paleis niet verlaten, dus werden ze bij de hand gegrepen en naar het Feriye-paleis gestuurd. Daarbij werden ze van top tot teen doorzocht en werd alles van waarde van hen afgenomen. Op 4 juni 1876 stierf Abdulaziz onder onduidelijke omstandigheden. In 1876 bevrijdde de nieuwe sultan, Abdulhamid II, de gemalin van Abdülaziz en stond Hayranidil toe in het Ortaköy-paleis te wonen.

### Dood
Hayranıdil Kadın stierf op 26 november 1895 in het Feriye-paleis, Ortaköy op negenenveertigjarige leeftijd, en werd begraven in het mausoleum van Sultan Mahmud II, gelegen aan de Divan Yolu-straat in Istanbul.

## Nakomelingen
- Nazime Sultan (25 februari 1867 - 9 november 1947),  één keer getrouwd zonder nakomelingen
- Abdulmejid II (29 mei 1868 - 23 augustus 1944),  laatste kalief van het Ottomaanse Rijk